# Большая Речка (Зыряновский район)
Большая Речка (каз. Большая Речка) — упразднённое село в Зыряновском районе Восточно-Казахстанской области Казахстана. Ликвидировано в 1990-е годы.

## Географическое положение
Располагалось на реке Большая Речка (приток Черновой) в 18 км к востоку от села Быково.

## Население
В 1989 году население села составляло 144 человека. Национальный состав: русские.